# Boris the Spider
Boris the Spider è un brano musicale del gruppo rock britannico The Who, composto dal bassista della band John Entwistle. La canzone apparve come seconda traccia del loro album del 1966 A Quick One. 

## Il brano
Indicata come la prima composizione di Entwistle, la canzone divenne presenza fissa durante i concerti. Insieme a My Wife, Heaven and Hell e The Quiet One, fu uno dei brani da lui scritti per gli Who a riscuotere maggiori successi dal vivo. Nonostante la sua popolarità, Boris the Spider non venne mai pubblicata su singolo negli Stati Uniti o in Gran Bretagna. In Giappone, fu invece pubblicata su 45 giri come lato B di Whiskey Man nel 1967.
Boris the Spider venne scritta dopo una serata "alcolica" trascorsa da Entwistle con il bassista dei Rolling Stones Bill Wyman. I due stavano scherzando insieme cercando di escogitare i nomi più divertenti ed assurdi da dare a degli animali quando Entwistle se ne uscì fuori con "Boris the Spider" ("Boris il ragno"). Cantata in tono da basso, la traccia fu composta da Entwistle in pochi minuti ed è pervasa dal suo caratteristico humour macabro.
Secondo quanto scritto da Pete Townshend nella recensione della raccolta Meaty Beaty Big and Bouncy per Rolling Stone, Boris the Spider era la canzone degli Who preferita da Jimi Hendrix.

## Sequel
La traccia My Size, brano d'apertura dell'album solista di Entwistle del 1971 Smash Your Head Against the Wall, è una sorta di "seguito" di Boris the Spider. Il riff di chiusura delle due canzoni è il medesimo. Riguardo a ciò, Entwistle disse:
(John Entwistle)

## Cover
- La punk band demenziale The Radioactive Chicken Heads incise una versione della canzone per la compilation del 2005 Mr. Snail's Halloween Party, successivamente inclusa anche nel loro album del 2008 Music for Mutants.